# Gare de Lacanau-ville
La gare de Lacanau-ville est une gare ferroviaire française, aujourd'hui fermée, de la ligne de Bordeaux à Lacanau, située sur la commune de Lacanau, au bourg principale, dans le département de la Gironde en région Nouvelle-Aquitaine.

## Situation ferroviaire
Avant sa fermeture, la gare de Lacanau-ville était située sur la ligne de Bordeaux à Lacanau, entre les gares aujourd'hui fermée de Saumos et Le Moutchic également sur la commune de Lacanau.

## Histoire
Elle fut inaugurée durant l'été 1884 avec l'arrivée de la ligne ceinture des Landes à Lacanau. En 1885, la gare fut reliée à Bordeaux par la ligne Bordeaux-Lacanau. Cette gare était une des plus importantes du réseau. Répertoriée hors classe, elle comprenait : un dépôt de quatre machines, un atelier de réparations, plusieurs voies et un bâtiment à voyageurs.
La gare a été fermée le 10 décembre 1978 lors de l'arrêt de l'exploitation de la ligne de Bordeaux à Lacanau.
Le bâtiment de la gare n'existe plus, il a été remplacé par une Maison de retraite Le Bois de Sémignan.